# François Lescun
Pour les articles homonymes, voir Lescun.
François Lescun, nom de plume de Jean-Noël Segrestaa, est un universitaire et poète français, né le 20 septembre 1934.

## Biographie
Né le 20 septembre 1934, il mène en parallèle une carrière universitaire (École normale supérieure, agrégation de Lettres, lycée Janson-de-Sailly, Université de Paris X Nanterre, où il a enseigné de 1967 à 1999 la littérature française et étrangère et l’histoire de la musique), et, dès l’âge de 14 ans, une activité poétique. Il est le frère de la féministe Francine Comte, elle-même écrivaine sous le nom de Francine Ségeste.
Ses textes de théorie ou de critique littéraire ou musicale, de nature universitaire ou militante, sont signés le plus souvent de son patronyme, les poèmes de son pseudonyme.

## Œuvre poétique
Ses poèmes sont publiés dans diverses revues ou rassemblés en recueils qui sont loin de suivre un ordre chronologique systématique.
Son premier livre publié, Ivraie (1960), assemble dix poèmes écartelés entre une foi religieuse récemment retrouvée et les aspects d’une passion qu’elle interdit. Il lui vaut les félicitations de Jean Cocteau et de Pierre Jean Jouve, l’amitié de Jean-Claude Renard et de Pierre Emmanuel. Suivent une vaste et ambitieuse Cantate, Genèse du Jour, restée inédite, puis Préludes (1976), « cent quarante-quatre propositions de poésie » disposées en six suites musicales, dont la première avait paru dans le numéro d’avril 1964 de La Nouvelle Revue française. Copeaux du vent (1978) se présente comme le journal en forme d’abécédaire lyrique d’un amour libérateur mais très vite consumé.  Sanguines (1981), « Trente-six variations sur un thème d’Apollinaire » (Soleil cou coupé) suit les vicissitudes d’un nouvel amour tout en s’ouvrant largement à l’évocation des villes inhumaines. Ces premiers volumes ont fait l’objet d’une recension élogieuse dans l’Histoire de la Poésie française de Robert Sabatier.
Après une période difficile, ses publications reprennent avec Réfractions (2005), dix-huit longs poèmes qui célèbrent autant de grands créateurs (peintres, musiciens, cinéastes, etc.) salués comme pères de la modernité, mais « réfractés » dans l’itinéraire personnel de l’auteur et liés par lui aux principaux aspects de la culture et de l’état d’esprit des « années 68 ». En 2007, Filigranes entre deux tombeaux : deux longs poèmes, adieux à deux amis tendrement aimés et emportés prématurément par une mort violente, encadrent « soixante-douze phrases taillées de-ci de-là dans le coupon des jours », instantanés alternativement sombres et lumineux. 
Dans ces ouvrages, une attention très significative est portée non seulement à la mise en page typographique (selon une tradition remontant à Stéphane Mallarmé, particulièrement nette dans Réfractions mais même à la « mise en recueil ».
Cette tendance à la fois élégiaque et plus "classique" dans la forme se confirme en 2009 avec Eté indien.
D'un monde à l'autre révèle en 2011 un autre aspect de la personnalité de l'auteur, voyageur et photographe. Il s'agit d'un recueil de "photogrammes", associations de photographies prises par l'auteur et de poèmes en prose.
Après ce « livre des voyages », Miroir en éclats (2014), dans le même format et somptueusement illustré par Bernard Thomas-Roudeix, se promène tout au long du chemin intérieur de l'auteur. Nouvelles d'un page ou poèmes en prose, c’est une sorte d’autobiographie éclatée, peu à peu envahie par les deuils et « la brumeuse tristesse de l’âge ».
Léopard étoilé (2019), illustré d'aquarelles de Pascaline Mourier-Casile, alterne deux nouveaux ensembles de poèmes en prose, brèves évocations d'instants vécus puis de récits de rêves, et deux séquences  d'instantanés fixant dans le cadre étroit de trois vers libres des images et des émotions surgies de rencontres ou de rêveries intimes. Cette forme du tercet de vers libres s'impose pleinement dans Graines de Tilleul (2021), accompagné de dessins de Louis-Marie Catta. On y trouvera 365 tercets écrits au jour le jour, comme un journal poétique, mais ensuite recadrés dans cinq chapitres thématiques, eux-mêmes subdivisés en cinq "suites " où ils peuvent se lire comme les strophes d'un même poème.  